# Lesák moučný
Lesák moučný (Cryptolestes ferrugineus) je létající brouk z čeledi lesákovití, který škodí zejména v mlýnech a skladech obilovin, luštěnin a mouky. Žije volně v přírodě pod kůrou živých i mrtvých stromů.

## Popis
Lesák moučný – Cryptolestes ferrugineus (Stephens, 1831) je tmavě rezavý 1,5–2,5 mm velký létající brouk s dlouhými tykadly, se štítem bez okrajových vroubků. Larva je nažloutlá, dosahuje velikosti od 0,7–4 mm. Hlava larvy a poslední článek těla je červenohnědé barvy.

## Životní cyklus
Lesák moučný má dokonalý vývoj, který trvá 70 až 80 dnů. Kuklí se v zámotku mezi zrny nebo ve skulinách. Během jednoho roku má 1 až 2 generace.

## Ochrana, prevence, likvidace
Udržovat čistotu ve skladovacích prostorách. Ve skladech se likviduje mechanicky pročištěním skladovaného zboží nebo jeho úplnou likvidací. Skladové prostory s mohou ošetřit:
- fyzikálně – sníženou teplotou na −20 °C po dobu 7 dní nebo teplotou +60 °C po dobu 1 hodiny.
- chemicky – ošetřením reziduálními chemickými prostředky nebo fumigací[p. 1].

## Ostatní
- Lesák moučný se obvykle vyskytuje spolu s lesákem skladištním a také s pilousem.
- Koncem devadesátých let 20. století byl prováděn průzkum v 64 obilních skladech (sila, podlahové sklady a hangáry). Z 220 vzorků obilovin a 72 vzorků smetků byl lesák moučný zastoupen 29 %, lesák skladištní 26%.[5]